# Tibor Michalík
Tibor Michalík (1927, Chynorany – duben 2005, Prešov) byl slovenský fotbalista a fotbalový trenér. Celou aktivní i trenérskou kariéru strávil v Trenčíně.

## Fotbalová kariéra
V československé lize hrál za Jednotu Trenčín. Nastoupil ve 21 ligových utkáních, gól v lize nedal. Během své kariéry odehrál za Trenčín přes 500 mistrovských utkání.

## Ligová bilance
| Ročník                                   | Zápasy | Góly | Klub            |
| ---------------------------------------- | ------ | ---- | --------------- |
| 1. československá fotbalová liga 1960/61 | 21     | 0    | Jednota Trenčín |
| CELKEM 1. liga                           | 21     | 0    |                 |

## Trenérská kariéra
- 1967/68 Jednota Trenčín – 1. liga
- 1968/69 Jednota Trenčín – 1. liga